# Jan Karpowicz
Jan Karpowicz, właśc. Jan Szymczuk (ur. ok. 1861 w Łowiczu, zm. 22 marca 1921 w Warszawie) – polski aktor.

## Życiorys
Początkowo występował w teatrach objazdowych w zespołach: Kazimierza i Stanisława Sarnowskich, Bolesława Mareckiego, Aleksandra Łaskiego oraz Felicjana Felińskiego, a także w warszawskim teatrze ogródkowym „Eldorado”. W latach 1899–1905 pracował w warszawskim Teatrze Ludowym. Od 1912 do końca życia  należał do zespołu dramatycznego Warszawskich Teatrów Rządowych. Okazjonalnie występował również zespole Reduty w latach 1919–1921. Wystąpił m.in. w rolach:  Henryka (Grube ryby), Czesława (Szlachectwo duszy), Murskiego (Flirt), Wacława (Zemsta), Wacka (Wicek i Wacek), Mazepy (Mazepa), Muzykanta (Wesele), Liapkina-Tiapkina (Rewizor), Marmonta (Orlątko), Rycerza (Bolesław Śmiały); Notariusza (W małym domku) i Szymona (również W małym domku), Doktora (Papierowy kochanek) i Kamerdynera (również Papierowy kochanek). Zagrał drugoplanową rolę Tomasza, sługi Okszy, w niemym filmie Dla Ciebie, Polsko (1920).
Zmarł 22 marca 1921; zginął śmiercią samobójczą - zastrzelił się w garderobie Teatru Letniego. Pochowany na cmentarzu Powązkowskim (kwatera 204-4-10).